# TRNSMT音乐节
TRNSMT (读音同"Transmit") 是由DF Concerts公司在苏格兰格拉斯哥市的格拉斯哥绿地公园举办的音乐节。

## 历史
TRNSMT音乐节最早的概念源于2017年1月份，即同样由DC厂举办的T in the Part音乐节宣布当年停办的两个月后。首届TRNSMT与2017年七月份举办了三天，据主办方统计，共有12万名乐迷参加。
首届音乐节结束后不久，次年举办第二届的消息就很快传出。2017年11月，音乐节主办方宣布音乐节日期将有所调整。2018年的音乐节将举办6天，分在两个周末进行。2019年又重新改为一个周末的三天，每天人数上限为五万人。
2020年4月24日，举办方宣布，由于新冠肺炎疫情，本年度的音乐节将被取消。

## 获奖情况
2017年12月在伦敦举行的英国节日颁奖典礼上，TRNSMT被提名为“最佳新星音乐节”。

## 争议
英国音乐人协会在2019年指出，音乐节上只有20%的女性音乐人。作为回应，主办方声称其将有女性音乐人独有的“Queen Tut's”舞台。2020年音乐节节目表公布时，主办方DF Concerts主席Geoff Ellis针对较少女性音乐人参会一事说“我们很希望能有更多女性参加音乐节的表演，但实际上没有那么多的女性音乐人，因此我们今天公布节目表时尽量做到男女性50：50”，“我们需要更多女性拿起吉他，组建乐队。”